# Jung Jae-eun
Dans ce nom coréen, le nom de famille, Jung, précède le nom personnel.
Jung Jae-eun, née le 11 janvier 1980, est une taekwondoïste sud-coréenne. Elle a obtenu la médaille d'or lors des Jeux olympiques d'été de 2000 dans la catégorie des moins de 57 kg. 
Jung a également remporté trois médailles aux Championnats du monde dont deux en or en 1997 et 2001 et une en argent en 1999.